# Кудревич Борис Іванович
Борис Іванович Кудревич (1884—1960) — радянський військово-морський діяч, науковець, інженерний працівник, піонер застосування гірокомпасів на флоті, викладач. Професор (1934), доктор технічних наук (1939), інженер-контрадмірал (1940).

## Біографія
Народився у Харкові 29 лютого 1884 року.
1908 року закінчив фізико-математичний факультет Харківського університету. Працював у Харківській астрономічній обсерваторії, у травні 1913 року був направлений на вдосконалення знань у Пулковську астрономічну обсерваторію. З 1913 на запрошення Головного гідрографічного управління почав працювати у військово-морському відомстві. Зайнявся вивченням теорії та практики гірокомпасів, новітніх навігаційних приладів того часу. У 1916 році організував у Гельсінгфорсі першу ремонтну базу для гірокомпасів, керував підготовкою фахівців у цій галузі. У період створення радянського Військово-морського флоту займався відновленням гірокомпасів та постачанням їх на кораблі.
У 1925 році був відряджений до Лондона для вивчення виробництва та експлуатації гірокомпасів, а в 1928 році — до Веймарської республіки для ознайомлення з роботою гідроакустичних фірм та гірокомпасної фірми Аншютц. Керував створенням перших вітчизняних гірокомпасів на заводі штурманських приладів у Ленінграді (1930). За його участю розроблялися двухроторні гірокомпаси на заводі «Електроприлад».
Роботу в Гідрографічному управлінні поєднував з викладанням у Військово-морській академії, Військово-морському училищі ім. М. В. Фрунзе та інших навчальних закладах. У Військово-морській академії 1 вересня 1931 року на гідрографічному факультеті були утворені кафедра кораблеводіння та кафедра електронавігаційних приладів, і в наступні роки цими кафедрами керували Миколай Сакелларі (1932—1936), Миколай Матусевич (1936—1947) та Борис Кудревич (1932—1941). На цьому факультеті навчали командирів за штурманською, гідрографічною, гідрометеорологічною спеціальностями та за спеціальністю огорожі морів. З 1935 по 1937 роки Кудревич обіймав посаду помічника, потім заступника начальника Гідрографічного управління ВМС СРСР з наукової роботи та начальника науково-дослідного бюро Головного гідрографічного управління.
Заснував у Військово-морській академії у 1943 році кафедру стабілізації та оптики, яку очолював до 1948 року. Після звільнення з лав ВМФ (1948) працював професором Ленінградського Вищого морехідного училища ім. С. О. Макарова. Автор численних праць із прикладної гіроскопії, гідроакустики, астрономії. Особливу роль у розробці та освоєнні флотом гірокомпасів має його п'ятитомна монографія «Теорія та практика гіроскопічного компасу». У період Німецько-радянської війни та в перші повоєнні роки багато зробив для впровадження на флоті різних систем гіростабілізації.
Помер 10 серпня 1960 року в Ленінграді, похований на Богословському цвинтарі.

### Звання
- Інженер-флагман III рангу (2.12.1935)[3][4]
- Інженер-контрадмірал (1940)

## Публікації
- «Теория и практика гироскопического компаса» (1921)[2]
- «Теория и практика гироскопического компаса» в 5 томах (1947);
- «Теория гироскопических приборов: избранные труды в 2-х томах» (1963).

## Пам'ять
Ім'ям Бориса Кудревича було названо учбове судно ВМФ («Професор Кудревич», порт приписки Одеса, 1970 рік / Розібрано на металобрухт у 1997 році).